# Mahunkazetes africanus
Mahunkazetes africanus är en kvalsterart som först beskrevs av Sandór Mahunka 1988.  Mahunkazetes africanus ingår i släktet Mahunkazetes och familjen Mochlozetidae. Inga underarter finns listade i Catalogue of Life.